# Kollektivet (strip)
Kollektivet (vrij vertaald: De woongroep) is een Noorse humoristische strip van de hand van Torbjørn Lien (spreek uit: toerbjurn lie-en). De strip, die zowel bestaat als gag-strip als in langer formaat, gaat over een groepje zeer uiteenlopende mensen in een woongroep die -samen of alleen- proberen de vele uitdagingen van het leven op te lossen.

## Personages

### Hoofdpersonages
- Ronny – Beruchte rokkenjager en black-metalaanhanger. Speelt in de band Blacktööth.
- Mounir – Liberale moslim die de verkeerde vrouwen aantrekt.
- Gry – Lesbische Noord-Noorse met rijk vocabulaire.
- Emma – Gry's vriendin, een wandelende natte droom voor mannen.
- Tobben – Liberale christelijke Bob Dylanbewonderaar.
- Kisse – Ronny's ex-vriendin, thans single. Mogelijk de enige nog enigszins normale persoon in de strip.
- Jens – Kisse's broer; heeft vele jaren in Australië gewoond en heeft een beruchte scheerfetisj. Leeft thans in gevangenschap in Guantanamo Bay.
- Balder – zoon van Ronny en Kisse. Een kleine doerak die nadrukkelijk aanwezig is.

Kollektivet, haar hoofdpersonen en Ronny and the Blacktööth zijn ook terug te vinden op Facebook.

### Terugkerende personages
- Svein-Børge en Metall-Egil – Ronny's mede-bandleden.
- Magda – Mounirs übergeile secretaresse.
- Mads Madrass – (vertaald: Mads Matras) Ronny's meerdere op het versiervlak.
- Mounirs vader – Een afwisselend conservatieve en liberale moslim. Heeft een poos samen met Osama Bin Laden in Afghanistan gezeten.
- Osama Bin Laden – Heeft een gastrol gehad als onwelkome gast in de kelder van de woongroep. Hij bracht voornamelijk zijn tijd door met het lezen van Harry Potter en het spelen op de PlayStation. Hij werd door de bewaking ontdekt toen hij een e-mail stuurde naar Mullah Krekar. De vaste bewoners hebben hem niet lang daarna eruit gegooid.

## Geschiedenis
De strip is gestart in het blad Larsons Gale Verden (de Noorse vertaling van The Far Side) nr.1 in 2000 en is tot 2008 een vaste nevenstrip. Vanaf juni 2008 wordt Kollektivet uitgegeven als zelfstandig maandblad door Schibsted Forlag. Tevens heeft de strip twee jaar in Pondus gestaan, als vaste nevenstrip in het blad Smult en circa zes maanden op de websites Spray.no en Hjemmenett.no. Ook loopt de strip in meerdere kranten, waaronder in Aftenposten, een van Noorwegens belangrijkste dagbladen.
Tot op heden zijn alle strips verzameld in een reeks albums en stripboeken, welke nagenoeg allemaal een extra hoofdverhaal van vier tot zeventien pagina's bevatten. Kollektivet wordt op papier uitgegeven door Schibstedforlagene AS.

## Albums

### Hoofdreeks
Titels: (met letterlijke vertaling)
- Kollektivet (2001)
- Synd i sommersol (2002) (= Zonde in de zomerzon)
- Jul i Kollektivet (2002) (= Kerst in de woongroep)
- Heftig og bedugget (2003) (= Intens en beneveld)
- Når nettene blir mange (2003) (= ...)
- Huset med de rare i (2004) (= Het huis met de vreemden)
- Gale Jul (2004) (= Waanzinnige kerst)
- Tidsmaskinen (2005) (= De tijdmachine)
- Stille natt (2005) (= Stille Nacht)
- Tiotusen döda rosor (2006) (= Tienduizend dode rozen. Verwijst naar de songtitel Tiotusen röda rosor)
- En gave til Balder (2006) (= Een geschenk voor Balder)
- Villige og billige (2007) (= Gewillig en goedkoop)
- Kollektivet på fisketur (2007) (= De woongroep op vistocht)
- Kollektivet Julen 2007 (= De woongroep, kerst 2007)
- Blacktööth: In Sorte Ridiculi (2008) (= Blacktööth: In Zwarte Ridiculi)

### Bijlagen
Daarnaast zijn er bij het blad Larsons Gale Verden drie aparte bijlagen van 16 pagina's verschenen met daarin eerder gepubliceerd materiaal:
- Metal Spesial (Larsons nr 8 - 2003)
- Jihad Spesial (Larsons nr 12 - 2004)
- Lesbespesial (Larsons nr 2 - 2006)

### Verzamelalbums
Verzamelalbums die alle gag-strips, verhalen en illustraties bevatten:
- Band 1: Masse pils og litt pizza (= Veel pils en weinig pizza.)

  Najaar 2006, met voorwoord van de schrijver Tor Åge Bringsværd. Jaren 2000-2001.
- Band 2: Begjær til besvær (= Bezwaarlijke begeerte.)

  Najaar 2007, met voorwoord van redacteur Majoran Vivekananthan. Jaren 2002-2003.
- Band 3: Borte bra, hjemme fest (= Oost west, thuis feest.)

  15 september 2008. Jaren 2004-2005.
- Band 4: Sleske fraspark (= Valse aftrap.)

  7 september 2009.